# Tipo-Tipo
Tipo-Tipo ist eine philippinische Stadtgemeinde in der Provinz Basilan.
Im Jahre 2006 wurden auf dem Gebiet der Stadtgemeinde Tipo-Tipo die Stadtgemeinden Al-Barka und Ungkaya Pukan neu gebildet. Dadurch verringerte sich die Zahl der Baranggays von 39 auf elf.
Teile des Basilan Natural Biotic Areas liegen auf dem Gebiet der Gemeinde.

## Baranggays
Tipo-Tipo ist politisch unterteilt in elf Baranggays.
- Badja
- Bohebaca
- Bohelebung
- Lagayas
- Limbo-Upas
- Tipo-Tipo Proper (Pob.)
- Baguindan
- Banah
- Bohe-Tambak
- Silangkum
- Bangcuang